# Azotemia
L'azotemia (dal greco azoton, azoto, e haima, sangue) indica la concentrazione di azoto non proteico nel sangue, prodotto di scarto del metabolismo delle proteine.

## Fisiologia
Le proteine della dieta contengono mediamente 16 g di azoto ogni 100 g 
Una parte di queste proteine può essere utilizzata dall'organismo per costruire nuove proteine (in particolare nei bambini). Il resto viene distrutto (o sostituisce proteine a loro volta distrutte). Teoricamente, l'azoto assorbito con la dieta, in un adulto sano, deve uguagliare quello escreto con l'urina.
L'azoto che risulta dalla disgregazione delle proteine, si riversa nel sangue principalmente sotto forma di urea e, in parte più piccola, sotto forma di altri composti (acido urico, creatina, creatinina, purine, ecc.)
La concentrazione della sola urea nel sangue (il suo valore normale) è compresa tra 10 e 50 mg/dL.

## Patologia
Come nel caso dell'uremia, anche il termine azotemia viene usato talvolta, per brevità, come sinonimo di azotemia elevata, anche se il termine specifico per indicare questa condizione sarebbe iperazotemia.
L'azotemia superiore a valori normali è un segno tipico di varie malattie renali, sebbene possa essere associata anche a patologie di tipo diverso. Può essere dovuta a una scorretta alimentazione con carenza di carboidrati ed eccesso di proteine.